# The Deleters of Worlds
The Deleters of Worlds, noti anche semplicemente come Bray Wyatt & Matt Hardy, è stato un tag team di wrestling attivo nella WWE, formato da Bray Wyatt e Matt Hardy. Il duo combatteva nel roster di Raw.
I due hanno detenuto una volta il WWE Raw Tag Team Championship.

## Storia

### Faida tra Hardy e Wyatt (2017–2018)
Nella puntata di Raw del 27 novembre Wyatt ha sconfitto Matt Hardy, rendendolo Woken e cominciando un feud con lui. Dopo settimane di promo e provocazioni, nell'edizione speciale di Raw per festeggiare il venticinquesimo anniversario dello show, tenutasi il 22 gennaio 2018, Wyatt ha sconfitto nuovamente Hardy. Il 28 gennaio, alla Royal Rumble, Wyatt ha partecipato all'omonimo match entrando col numero 8 ma è stato eliminato da Matt Hardy. Nella puntata di Raw del 5 febbraio Wyatt è stato sconfitto da Roman Reigns, fallendo nella possibilità di inserirsi nell'Elimination Chamber match dell'omonimo pay-per-view con in palio un match a WrestleMania 34 contro Brock Lesnar per il WWE Universal Championship. Nella puntata di Raw del 12 febbraio Wyatt ha partecipato ad un Fatal 5-Way match che comprendeva anche Apollo Crews, Finn Bálor, Matt Hardy e Seth Rollins con in palio l'ultima possibilità di inserirsi nell'Elimination Chamber match ma l'incontro è stato vinto in contemporanea da Bálor e Rollins. Il 25 febbraio, ad Elimination Chamber, Wyatt è stato sconfitto da Matt Hardy. Nella puntata di Raw del 5 marzo Wyatt ha sconfitto facilmente Rhyno. Nella puntata di Raw del 19 marzo è andato in onda l'Ultimate Deletion match tra Wyatt e Matt Hardy all'interno dell'Hardy Compound (l'abitazione di Matt), dove lo stesso Hardy è riuscito a sconfiggere Wyatt grazie anche al ritorno del fratello Jeff Hardy; nel finale dell'incontro, Hardy ha spinto Wyatt nel Lago della Reincarnazione e, a seguito di ciò, Wyatt è scomparso dalle scene per alcune settimane. L'8 aprile, nel Kick-off di WrestleMania 34, Wyatt è apparso nel finale dell'André the Giant Memorial Battle Royal favorendo la vittoria finale di Matt Hardy ed effettuando di fatto un turn face.

### WWE Raw Tag Team Champions (2018)
Nella puntata di Raw del 9 aprile Wyatt e Hardy hanno sconfitto il Titus Worldwide (Apollo Crews e Titus O'Neil). Nella puntata di Raw del 16 aprile Wyatt e Hardy hanno sconfitto i Revival (Dash Wilder e Scott Dawson). Nella puntata di Raw del 23 aprile Wyatt e Hardy hanno sconfitto gli Ascension (Konnor e Viktor). Il 27 aprile, a Greatest Royal Rumble, Wyatt e Hardy hanno sconfitto Cesaro e Sheamus (appartenenti al roster di SmackDown) conquistando così il vacante WWE Raw Tag Team Championship per la prima volta. Nella puntata di Raw del 7 maggio Hardy e Wyatt hanno sconfitto Bo Dallas e Curtis Axel. Nella puntata di Raw del 14 maggio Hardy e Wyatt hanno sconfitto i Revival. Nella puntata di Raw del 28 maggio Wyatt e Hardy hanno sconfitto gli Ascension. Nella puntata di Raw del 18 giugno Hardy e Wyatt hanno sconfitto Heath Slater e Rhyno. Il 15 luglio, a Extreme Rules, Wyatt e Hardy hanno perso i titoli contro il B-Team (Bo Dallas e Curtis Axel) dopo 79 giorni di regno. Nella puntata di Raw del 23 luglio Hardy e Wyatt hanno affrontato il B-Team per il WWE Raw Tag Team Championship ma sono stati sconfitti. Nella puntata di Raw del 30 luglio Hardy e Wyatt sono stati sconfitti dai Revival. Nella puntata di Raw del 13 agosto Hardy e Wyatt hanno preso parte ad un Triple Threat Tag Team match per il WWE Raw Tag Team Championship che includeva anche i campioni del B-Team e i Revival ma il match è stato vinto dai campioni.
Il duo si è sciolto 15 settembre 2018.

## Nel wrestling

### Mosse finali in coppia
- The Kiss of Deletion (Double swinging reverse STO)
- Wheelbarrow Twist of Fate

### Mosse finali dei singoli wrestler
- Bray Wyatt
  - Sister Abigail (Swinging reverse STO)
- Matt Hardy
  - Twist of Fate (Front facelock cutter)

### Musiche d'ingresso
- "The Deletion Anthem" dei CFO$ – Hardy
- "Live in Fear" di Mark Crozer – Wyatt

## Titoli e riconoscimenti
- WWE
  - WWE Raw Tag Team Championship (1)